# Vytautas de Grote
Vytautas (Wit-Russisch: Вітаўт, Vitawt; ook: Witoldes, Middelnederduits: Witaut , Litouws: Vytautas Didysis, vanaf de 15e eeuw ook vaak Vytautas de Grote genoemd; circa 1350 – 27 oktober 1430) was een van de bekendste grootvorsten van het grootvorstendom Litouwen. Hij regeerde van 1392 tot 1430. Verder was hij prins van Hrodna (1370–1382) en prins van Loetsk (1387–1389).

## Biografie
Vytautas werd geboren als de zoon van Litouwse co-vorst Kęstutis en diens tweede vrouw Birutė. Deze raakte in 1381 in conflict met hun neef en nieuwe groothertog Jogaila. Uiteindelijk werden Vytautas en zijn vader gevangen genomen en vastgehouden op het Kasteel van Krevo (Litouws: Krėva). Na de dood van zijn vader wist Vytautas de sympathie te winnen van de bojaren en wist hij te ontsnappen en bescherming te krijgen bij de Duitse Orde. Toch besloot hij om trouw te zweren aan Jogaila en tekende hij in 1385 de Unie van Krewo. In 1386 werd hij gedoopt en kreeg de christelijke naam Alexander.
Het duurde niet lang voor Vytautas weer vervreemd raakte van Jogaila. Dit keer raakten ze in conflict omdat het hertogdom Trakai niet aan Vytautas werd gegeven. Opnieuw vluchtte Vytautas naar Pruisen. Hij zou in de jaren negentig van de veertiende eeuw een gevaarlijke dissident blijven voor het groothertogdom, maar zijn tegenstand werd pas gebroken toen hij verslagen werd door de Tataren. In 1401 sloot hij met Jogaila het Pact van Vilnius en Radom waardoor hij leider werd in Litouwen en Jogaila koning in Polen. Twee jaar eerder leidde hij een groothertogelijk leger in de strijd tegen de Gouden Horde om de positie van het groothertogdom bij de Krim te verstevigen, maar zijn leger werd in de Slag bij de Vorskla verslagen.
Na vier pogingen slaagde Vytautas er in 1408 in om Smolensk te veroveren. Tijdens zijn regering zou hij trouw de afzonderlijke status van Litouwen blijven bewaken, waardoor hij zijn bijnaam "de Grote" verwierf. Tijdens zijn regering dwong hij schatting af van Novgorod en knoopte hij diplomatiek betrekkingen aan met de Duitse keizer en de paus. Hij stimuleerde de economische ontwikkeling van Litouwen en voerde veel veranderingen door. Hij liet bijvoorbeeld lokale prinsen die via hun dynastie banden hadden met de troon vervangen door gouverneurs.
In het hedendaagse Litouwen wordt Vytautas vaak gezien als een volksheld. Hij was een belangrijk symbool van de nationale hervorming van Litouwen in de 19e eeuw. Onder andere de Vytautas Magnus-universiteit is naar hem vernoemd, en in Litouwen vindt men veel beelden en monumenten ter ere van hem.